# The Knickerbocker

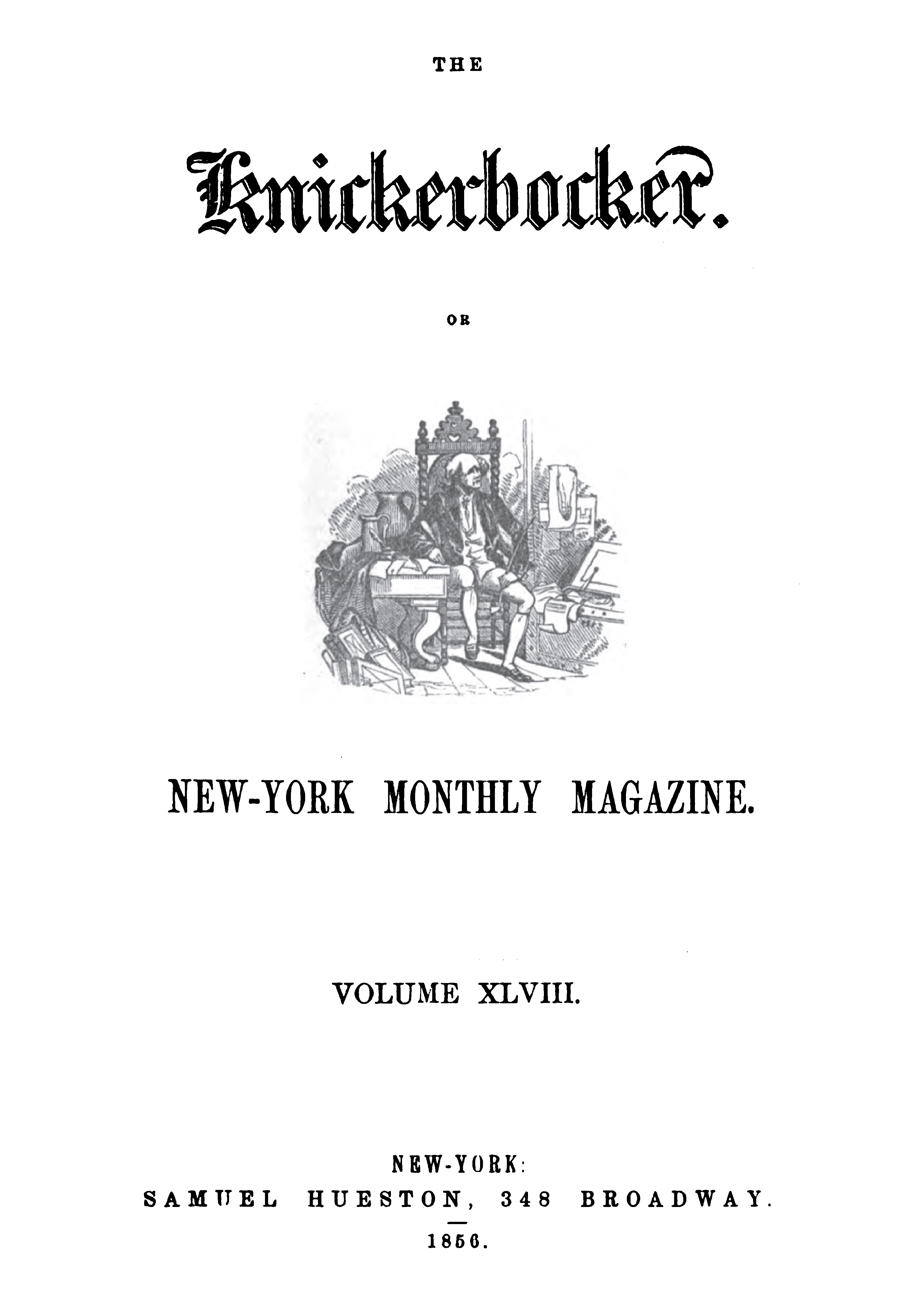
Knickerbocker Magazin 1856

The Knickerbocker, auch New-York Monthly Magazine, war eine literarische Monatszeitschrift. Gegründet wurde sie von Charles Fenno Hoffman im Jahre 1833, sie erschien bis 1859. Ihr Redakteur war Lewis Gaylord Clark.
Der Kreis von Schriftstellern, die zur Zeitschrift beitrugen, wurde als Knickerbocker Writers bekannt. Der Gruppe schlossen sich solche Autoren wie Washington Irving, Fitz Hugh Ludlow, William Cullen Bryant, Henry Wadsworth Longfellow, Oliver Wendell Holmes an.
James Russell Lowell, Bayard Taylor, George William Curtis, Richard Henry Stoddard, Elizabeth Clementine Stedman, John Greenleaf Whittier, Horace Greeley und James Fenimore Cooper, Frederick Swartwout Cozzens lieferten ebenfalls Beiträge.